# Diest
Diest ist eine belgische Gemeinde in der Provinz Flämisch-Brabant, mit 24.971 Einwohnern (Stand: 1. Januar 2024). Sie umfasst die Stadt Diest, in der etwa 11.000 Menschen leben, das Dorf Schaffen, in dem sich ein belgischer Militärflugplatz mit einem Trainingszentrum für Fallschirmjäger („para's“) befindet, und die Ortschaften Deurne, Webbekom, Kaggevinne und Molenstede.

## Geschichte
Nach aktuellen historischen Forschungen wurde Diest im Jahr 900 erstmals erwähnt, das in einer Urkunde König Zwentibolds damals Diostae hieß (Regesta Imperii I, 1983). Der Ort wird erst wieder im Jahr 1164 erwähnt, als Kaiser Friedrich I. Barbarossa die frühere Schenkung einer Kirche an die Abtei Tongerlo bestätigt (Reg. Imp. IV, 2,2,1334). Die Stadt verdankt ihr Entstehen der günstigen Lage an der Demer und am Handelsweg Brügge-Köln. 1229 erhielt Diest die Stadtrechte von Herzog Heinrich I. von Brabant. Stadt und Herrschaft gehörten im Mittelalter den Herren von Diest als Brabanter Lehen.
Im 14. und 15. Jahrhundert erlebte die Stadt eine wirtschaftliche Blütezeit durch gutbesuchte Getreide- und Viehmärkte und durch das über die Region hinaus bekannte Tuchgewerbe.
1499 wurde Diest im Zuge eines Tauschhandels an Engelbert II. von Nassau gegeben. Die Stadt blieb Eigentum des Hauses Oranien-Nassau und Residenz dieses Fürstenhauses, bis 1795 die südlichen Niederlande Frankreich zugeschlagen wurden.
Wegen der Lage an der Demer, auf der Grenze zwischen Brabant und dem Hochstift Lüttich und wegen der Verbindungen zum Haus Oranien-Nassau wurde die Stadt oft belagert, geplündert und verwüstet – allein im Achtzigjährigen Krieg wurde Diest viermal eingenommen. Unter der österreichischen Regierung (1713–1790) konnte sich Diest aber wieder erholen, und der Handel sowie die Bierbrauerei lebten erneut auf.
Als 1798 der Boerenkrijg ausbrach, verschanzten sich die jungen Bauern vier Tage lang in der von Franzosen umzingelten Stadt und konnten schließlich über eine provisorische Brücke über die Demer entkommen. Die unverteidigte Stadt wurde von den Sansculottes geplündert.
Von 1815 bis 1830 folgte die niederländische Periode. Danach wurde die Stadt mit neuen Wällen gegen einen möglichen niederländischen Angriff befestigt. Von diesen Anlagen ist heute kaum etwas erhalten.
In den zwei Weltkriegen nahm Diest keinen größeren Schaden.

## Die Stadt heute
Heute tragen der Tourismus und der Dienstleistungs- und Handelsbereich die Wirtschaft der Stadt, die nur noch regionale Bedeutung hat.
Diest ist Teil der Union der Oranierstädte, zusammen mit Breda (Niederlande), Dillenburg (Deutschland) und Orange (Frankreich).

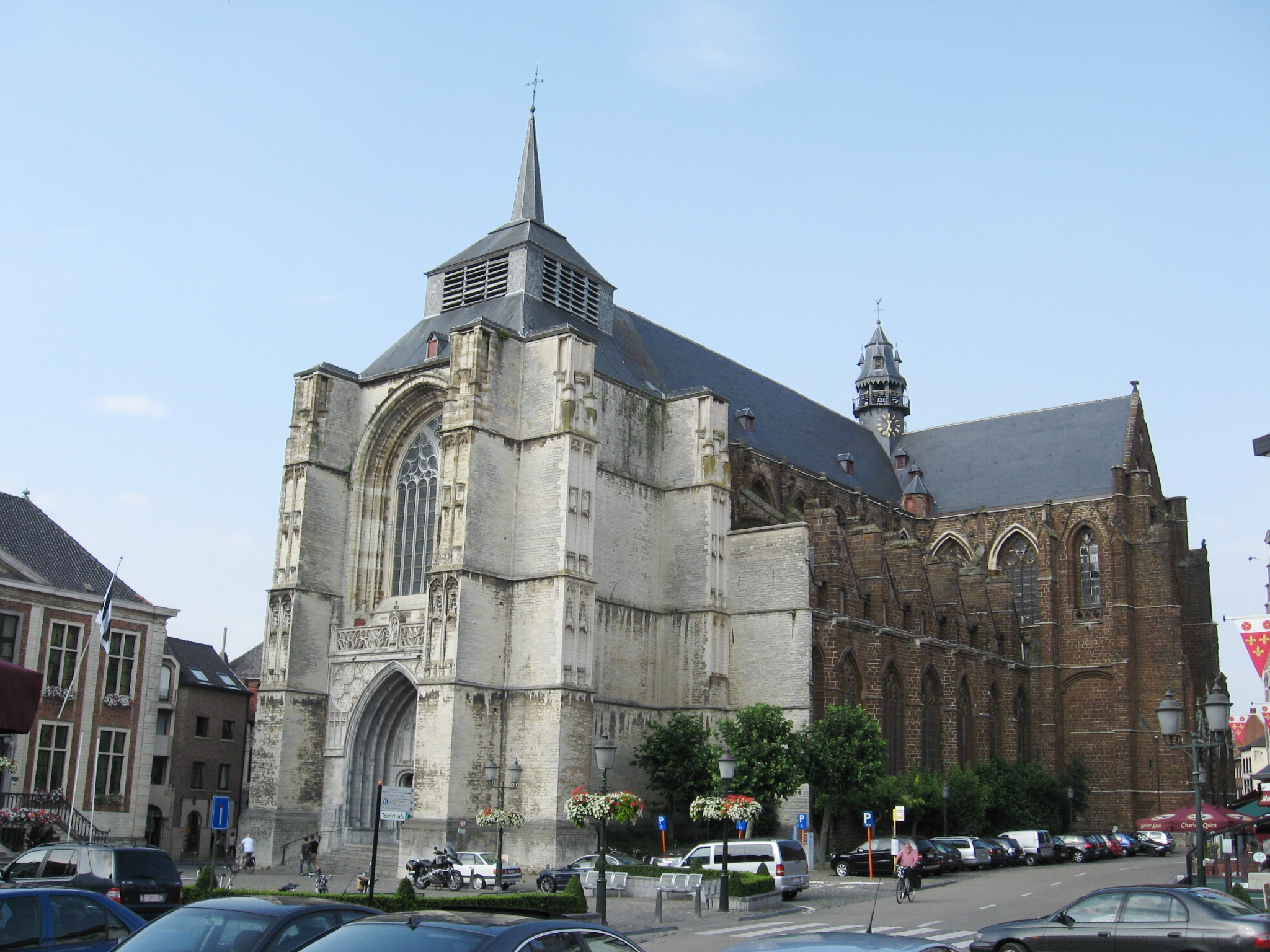
St. Sulpitiuskirche

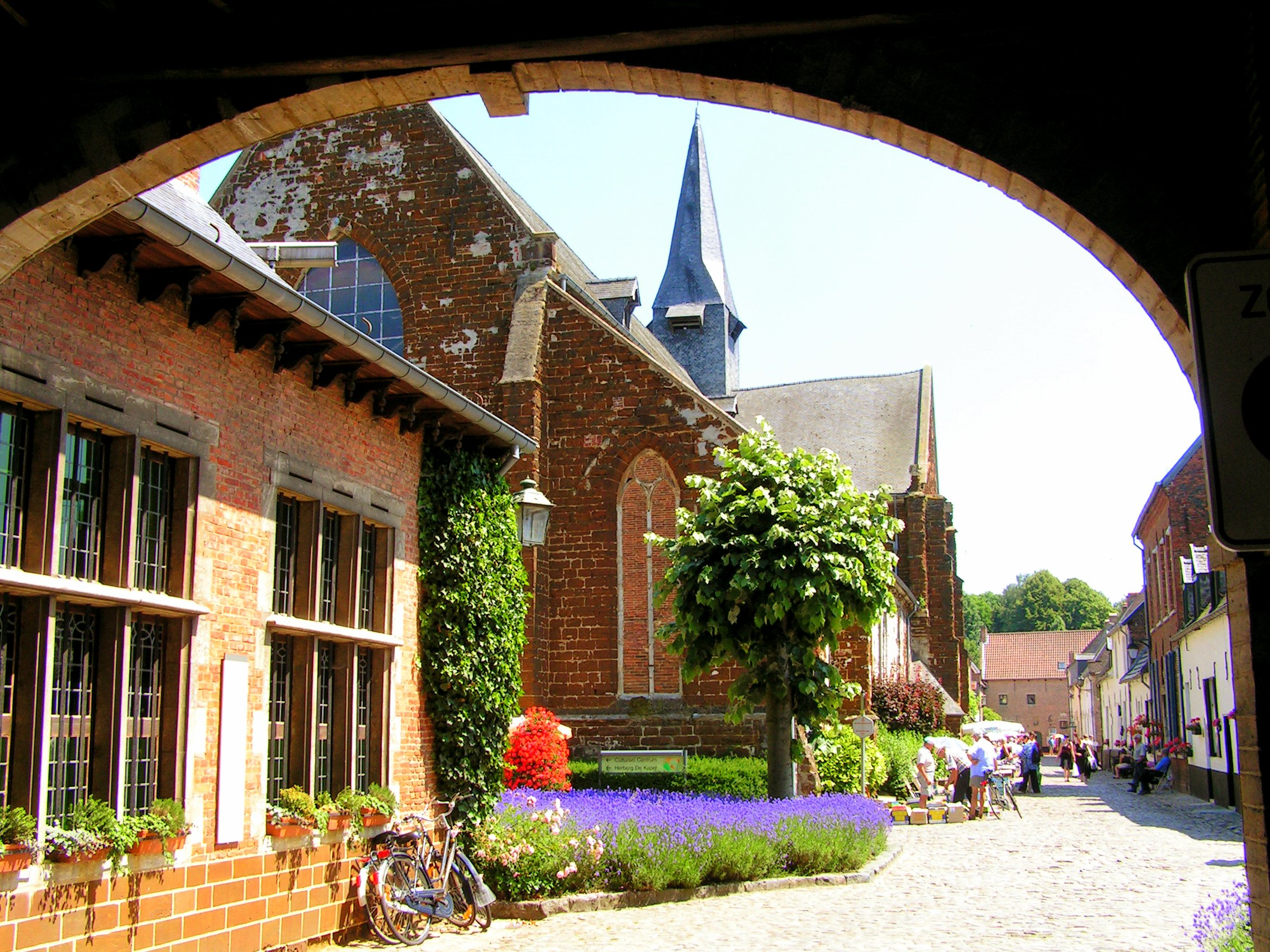
Beginenhof mit St. Katharinakirche

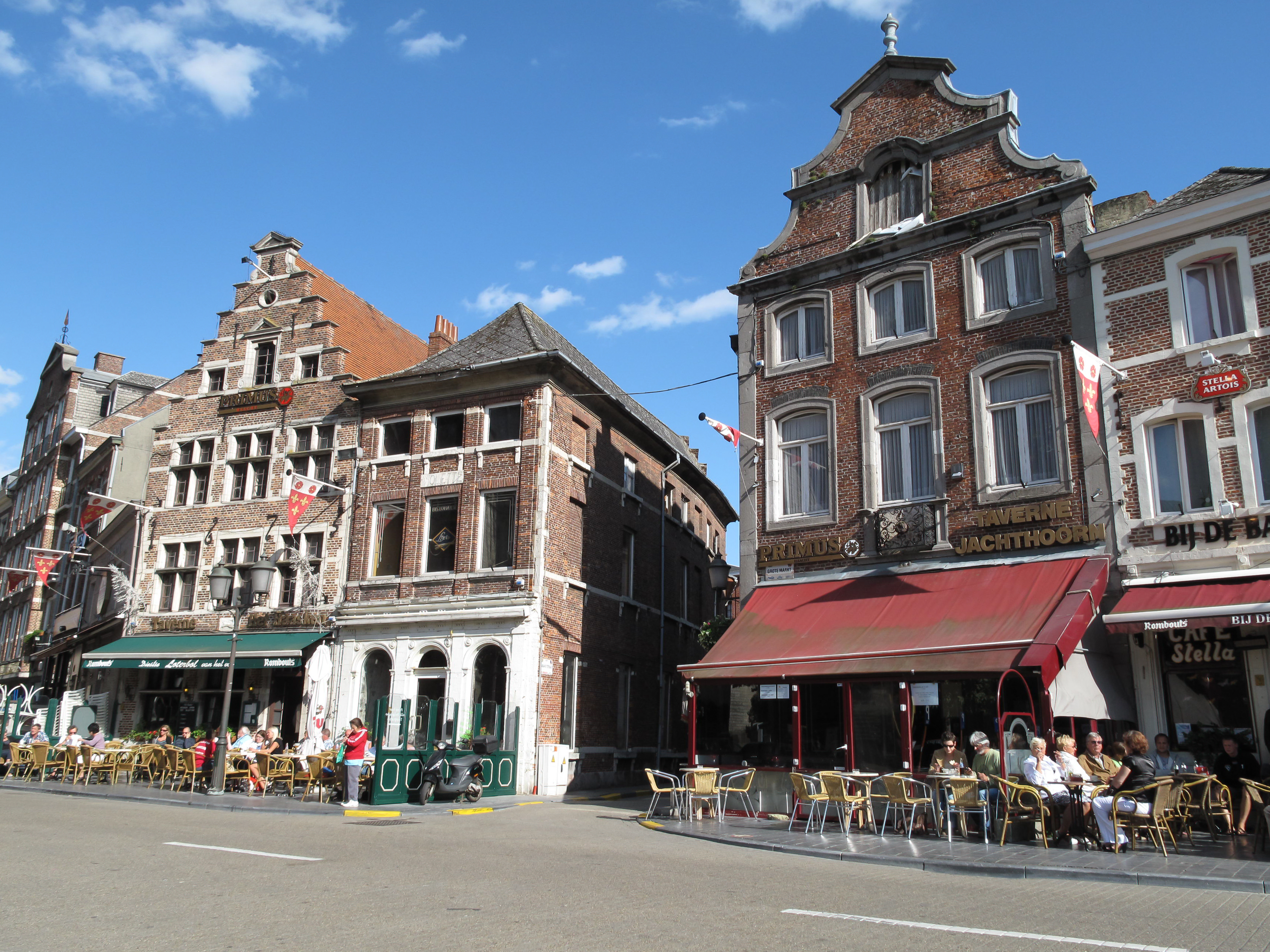
Bürgerhäuser

## Sehenswürdigkeiten

### Grote Markt
Der Grote Markt von Diest ist umgeben von malerischen Patrizierhäusern aus dem 16. bis 18. Jahrhundert. Hier befindet sich auch das 1728 erbaute vorklassizistische Rathaus (Stadhuis), in dessen Keller das Stadtmuseum untergebracht ist. Unter den Exponaten des Museums sind eine Rüstung Philipps von Oranien, Gold- und Silberschmiedearbeiten sowie ein Porträt von René von Oranien-Nassau und seiner Frau Anna von Lothringen.

### St.-Sulpitius-Kirche
Die St.-Sulpitius-Kirche befindet sich ebenfalls am Grote Markt. Sie wurde zwischen 1417 und 1534 aus dem für die Demergotik typischen braunen Sandstein gebaut. Der Chor ist bereits älter und datiert aus dem Jahr 1320. In der Kirche befindet sich das Grab von Philipp Wilhelm von Oranien, der nach dem Tod seines Vaters Wilhelm I. von Oranien-Nassau Herr der Stadt gewesen war.

### Beginenhof
Diest verfügt ebenfalls über einen malerischen Beginenhof, mit Häusern aus dem 16.–18. Jahrhundert und der Beginenhofkirche aus dem 14. Jahrhundert. Der Hof wurde 1252 gegründet und war bis 1923 bewohnt. Er zählt zu den bedeutendsten Beginenhöfen in Belgien und gehört seit 1998 zum UNESCO-Welterbe. In der schlichten St. Katharinakirche befinden sich zahlreiche Gemälde, Spitzen sowie eine sehenswerte Kanzel.

### Zentrum
Im Zentrum der Stadt befinden sich der Hof van Nassau (1510 erbaut von Heinrich III. von Nassau) und das Refugium (Refugiehuis) der Abtei Averbode, die ca. 5 Kilometer von Diest entfernt ist. Auch die gotische Liebfrauenkirche (erbaut 1253–1288) mit der preisgekrönten Kanzel lohnt einen Besuch. In der Sint Jan Berchmansstraat kann das Haus Gulden Maan mit dem Geburtszimmer des heiligen Jan Berchmans besichtigt werden.

## Söhne und Töchter der Stadt
- Jan van den Dale (1460–1522), niederländischer Rhetoriker und Maler
- Nicolaes Cleynaerts (1493–1542), Humanist, Theologe, Grammatiker, Orientalist und Semitist
- Johannes Wiggers (1571–1639), römisch-katholischer Theologe
- Jan Berchmans (1599–1621), Jesuit
- Hector Raemaekers (1883 – 1963), Fußballspieler
- Liliane Saint-Pierre (* 1948), Sängerin
- Marleen Renders (* 1968), Leichtathletin
- Geert Verheyen (* 1973), Radrennfahrer
- Timmy Simons (* 1976), Fußballer
- Nico Sijmens (* 1978), Radrennfahrer
- Marieke Vervoort (1979–2019), Rollstuhlleichtathletin im Behindertensport
- Laura Verlinden (* 1984), Film- und Theaterschauspielerin
- Michael Vanderaerden (* 1987), Radrennfahrer
- Dylan Teuns (* 1992), Radrennfahrer